# Either/Or (álbum)
Either/Or é o terceiro álbum de estúdio do cantor e compositor norte-americano Elliott Smith. Gravado em diferentes locais em Portland, Oregon enquanto Smith ainda era um membro do grupo Heatmiser. Produzido por Smith, Tom Rothrock e Rob Schnapf, Either/Or foi lançado em 25 de Fevereiro de 1997 pela gravadora Kill Rock Stars, um pouco após o fim de sua antiga banda. Acompanhado dos singles "Speed Trials" e "Ballad of Big Nothing", Either/or não chegou às paradas norte-americanas mas obteve forte aclamação da crítica especializada.
O diretor norte-americano Gus Van Sant, fã do trabalho de Elliott Smith, incorporou três canções do álbum na trilha-sonora de seu filme Gênio Indomável, ajudando no processo de divulgação do álbum e da obra de Smith

## Produção
Either/Or foi gravado em diferentes locais e produzido por Elliott Smith, Tom Rothrock and Rob Schnapf.[1]
O título do álbum deriva do livro com mesmo nome de Søren Kierkegaard,mostrando o profundo interesse do cantor por filosofia, a qual ele graduou-se na Hampshire College em Massachusetts. O estilo do disco é descrito como "uma ponte entre o lo-fi cru de Roman Candle e Elliott Smith e os mais bem produzidos XO e Figure 8."

## Faixas
Todas as faixas escritas e compostas por Elliott Smith. 
| N.º | Título                  | Duração |  |
| 1.  | "Speed Trials"          | 3:01    |  |
| 2.  | "Alameda"               | 3:43    |  |
| 3.  | "Ballad of Big Nothing" | 2:48    |  |
| 4.  | "Between the Bars"      | 2:21    |  |
| 5.  | "Pictures of Me"        | 3:46    |  |
| 6.  | "No Name No. 5"         | 3:43    |  |
| 7.  | "Rose Parade"           | 3:28    |  |
| 8.  | "Punch and Judy"        | 2:25    |  |
| 9.  | "Angeles"               | 2:56    |  |
| 10. | "Cupid's Trick"         | 3:04    |  |
| 11. | "2:45 AM"               | 3:18    |  |
| 12. | "Say Yes"               | 2:19    |  |